# Trollfest
Trollfest (często spotykany zapis TrollfesT) – norweska grupa folkmetalowa wywodząca się z Oslo. Debiutancki album grupy, Willkommen Folk Tell Drekka Fest, wydała wytwórnia Solistitium Records 15 marca 2005. Kolejny, Brakebein, wydała wytwórnia Omvina 24 maja 2006. Zespół początkowo wyłącznie studyjny po raz pierwszy zaprezentował się na scenie podczas festiwalu Barther Metal Openair w 2007. Większość tekstów do muzyki TrollfesT pisana jest w fikcyjnym języku Trollspråk, będącym mieszanką norweskiego i niemieckiego.

## Członkowie
- Jostein "Trollmannen" Austvik – wokal (2003 – obecnie)
- John "Mr. Seidel" Sagstad – gitara (2003 – obecnie)
- Eirik "Trollbank" Renton – perkusja, buzuki (2003 – obecnie)
- Dag "Drekka Dag" Stiberg – saksofon (2011 – obecnie)
- Alexander "Böesse Basshöl" Bøe – gitara basowa (2022 – obecnie)
- Kai "Fjernkontrollet" Renton – akordeon, keyboard (2017 – obecnie)
- Fabian "Fabio Grimdrap" Jiru – gitara (2019 – obecnie)
- Bjørn "Kjellkjé" Rønnow – perkusja  (2019 – obecnie)

## Byli członkowie
- Martin "Psychotroll" Storm-Olsen – gitara basowa (2003–2012)
- Øyvind Manskow – akordeon, banjo (2009–2015)
- Per Spelemann – gitara (2009–2012)
- Morten "Dr. Leif Kjønnsfleis" Müller – gitara, wokal (2011–2018)
- Tor "St. Beinhard" Rogn – gitara (2012)
- Øyvind "Lodd Bolt" Johannesen – gitara basowa (2012–2022)

## Dyskografia
- TrollfesT - Promo (2004)
- Willkommen Folk Tell Drekka Fest! (2005)
- Brakebein (2006)
- Villanden (2009)
- En Kvest For Den Hellige Gral (2011)
- Brumlebassen (2012)
- A Decade of Drekkadence (2013)
- Kaptein Kaos (2014)
- Helluva (2017)
- Norwegian Fairytales (2019)
- Flamingo Overlord (2022)[2]
- 20 Years In The Wrong Lane (2023)[3]